# Hertzka Lipót
Hertzka Lipót vagy Lippo Hertzka (Budapest, 1904. november 19. – Montemor-o-Novo, Portugália, 1951. március 14.) magyar labdarúgó, menedzser.

## Pályafutása
Játékosként az MTK (1919-20 – 3 mérkőzés), az Essener Turnerbund (a jelenlegi Schwarz-Weiss Essen) és a Real Sociedad csapatokat erősítette, csatár poszton játszott.
Visszavonulása után hét csapatnál volt edző:
| Csapat             | Idő       |
| ------------------ | --------- |
| Real Sociedad      | 1923-1926 |
| Athletic Bilbao    | 1926-1928 |
| Sevilla FC         | 1927-1930 |
| Real Madrid CF     | 1930-1932 |
| Hércules CF        | 1932-1934 |
| Recreativo Granada | 1934-1935 |
| SL Benfica         | 1935-1939 |
| CF Os Belenenses   | 1939-1940 |
| FC Porto           | 1942-1945 |
| SL Benfica         | 1947-1948 |

A Real Madrid egyetlen magyar edzője volt, maga Santiago Bernabéu hozta a klubhoz. Az ő edzősködése alatt nyerte meg a Real Madrid az első bajnokságát az 1931–32-es szezonban. Edzőként a Benficával három bajnoki címet szerzett.

## Sikerei, díjai
- Spanyol bajnokság
  - bajnok: 1931–32
- Portugál bajnokság
  - bajnok: 1935–36, 1936–37, 1937–38

## Családja
Farkasházy Tivadar keresztanyjának és egyben nagynénjének férje volt.